# Lissonota fulva
Lissonota fulva là một loài tò vò trong họ Ichneumonidae.